# Typically Tropical
Typically Tropical was een Britse studioband, bestaande uit de twee geluidstechnici Jeff Calvert en Max West van Trojan Records. Ze zijn vooral bekend om hun nummer 1-hit Barbados uit 1975 en voor het schrijven van de discohit I Lost My Heart to a Starship Trooper uit 1978 van Hot Gossip. Toen Calvert terug keerde van een vakantie op Barbados, schreef hij een song in reggaestijl over deze vakantie. De single bleef elf weken in de Britse hitlijst, bereikte de toppositie en werd gehonoreerd met zilver. Ook gitarist Chris Spedding behoorde tot de studiomuzikanten, die waren te horen op de single.

## Geschiedenis
Na het horen van de demoversie van Barbados, opgenomen in het voorjaar van 1974, wilde David Howell van Gull Records meer horen, maar in plaats daarvan vroegen Jeff en Max £ 1500 om zowel Barbados als het andere nummer The Ghost Song, dat ze hadden geschreven, af te maken en om de Barbados-B-kant Sandy op te nemen. Na een akkoord te hebben bereikt, contracteerde Gull hen vervolgens voor drie singles. Barbados was eind 1974 klaar, maar Gull besloot te wachten tot mei 1975 om het uit te brengen. In augustus van dat jaar bereikte het nummer één en het duo, dat het had uitgevoerd bij Top of the Pops, besloot nog negen nummers te schrijven voor het album Barbados Sky, dat tegelijkertijd met de vervolgsingle Rocket Now werd uitgebracht (ondersteund met Hole in the Sky) en waarvan ongeveer 8000 exemplaren werden verkocht.
The Ghost Song werd in november als single uitgebracht onder de naam Calvert & West met Eternity Isle als B-kant, maar net als bij al hun volgende singles kwam het niet in de hitlijst. In mei 1976 werd de derde single uitgebracht van het album Everybody Plays the Fool. Verdere singles werden uitgebracht onder verschillende namen, maar kwamen ook niet in de hitlijst. Calvert en West produceerden in 1975 het in 1976 verschenen tweede studio-album Sad Wings of Destiny van Judas Priest. De laatste oorspronkelijke single van het duo was Lady D, uitgebracht in juni 1981 bij hun eigen label Whisper, dat ze oorspronkelijk hadden opgezet om nummers van Sarah Brightman uit te brengen (na het schrijven van de hit I Lost My Heart to a Starship Trooper in 1978).
Barbados werd later met succes gecoverd door de Vengaboys in 1999 als We're Going to Ibiza.
Typically Tropical verkocht 381.456 exemplaren van Barbados (vanaf november 2019) in vergelijking met de cover We're Going to Ibiza van de Vengaboys, die 1.862.451 heeft verkocht (vanaf november 2019).

## Discografie

### Singles
- 1975: Barbados
- 1975: Rocket Now
- 1975: The Ghost Song
- 1976: Everybody Plays the Fool
- 1976: Bridlington
- 1977: Jubilee
- 1979: My Rubber Ball
- 1981: Lady "D"

### Album
- 1975: Barbados Sky